# Fő tér (Újpalota)
A Fő tér Budapest XV. kerületében, Újpalotán található. A tér fontos közlekedési csomópont, és a lakótelep központi tere. A Fő térnek sem földrajzilag, sem kialakulását tekintve nincs köze a szintén XV. kerületi, de Rákospalotán található Fő úthoz.

## Fekvése
A Belvárostól 10 km távolságra elhelyezkedő térbe torkollik a Nyírpalota út, a Zsókavár és a Páskomliget utca, valamint a környék zegzugos parkjainak és összekötő utcácskáinak, parkoló ki- és bejáratainak egy része is. Helyrajzi értelemben a Fő tér a Nyírpalota út és a Zsókavár utca hajlatával körülölelt park, tágabb értelemben azonban ide sorolják a jelentős területet elfoglaló útkereszteződést és a közvetlen szomszédságukban lévő épületeket, mint például a Víztoronyházat vagy a vásárcsarnokot. A térre eső házszámot nem visel egy épület sem. A tér területe 13 000 m2.

## Kialakulása
A tér mesterségesen, tervezőasztalon született, akárcsak a lakótelep egésze, tehát organikus fejlődése nem volt. A lakótelep beépítési tervét Mester Árpád, Tenke Tibor és Callmeyer Ferenc készítették. Tenke elképzelése a lakótelep egészével kapcsolatban az volt, hogy egy városias város születik, melyet két fő út és az azok metszéspontjában kialakított főtér alkot. Az eredeti tervek szerint a mai park helyén épült volna fel Újpalota kulturális- és bevásárlóközpontja, az ún. C5 jelű központ, ahol többféle áruház, kisebb szolgáltatóközpontok, mozi, könyvtár és még jégpálya is helyet kapott volna. Anyagi okokból ez a beruházás azonban a lakótelep építésekor elmaradt. Később, 1987-ben újabb tervek születtek szabadidőközpont és áruház építésére, melyek a helyi egyeztetésig jutottak, de – szintén anyagi okokból – végül nem épült meg semmi. A rendszerváltást követően, majd 1996-ban is felmerült a Fő tér a városrész első temploma felépítésének helyszíneként, ez az elképzelés azonban a lakosságot is megosztotta, a kerület vezetése pedig ezt látva nem támogatta az elképzelést. A lakótelep Fő terének környezetalakítására és az itt lévő Újpalotai közösségi ház fejlesztésére, nagyarányú bővítésére országos és nyilvános ötletpályázatot 2011-ben hirdetett az önkormányzat, melynek nyertesei Láris Barnabás és Vesztergom Ádám közös elképzelése volt. A konkrét terveket Bődi Imre és Frikker Zsolt készítette el.

## Elnevezése
A térnek a 20. század végéig hivatalosan nem volt neve, de a környéken lakók már a kezdetektől így nevezték a kereszteződés melletti parkot. 1978-ban például az Újpalotai Napok műsorfüzetében is ezen a néven – Fő tér – szerepelt a programok helyszíne. 2000-ben, az ezredéves évforduló kapcsán merült fel, hogy nevet kellene adni a térnek, és a helyi újságban kiírt szavazást követően a Fő tér, Nyírpalota tér, Palota tér elnevezési javaslatokból a Fő térre szavaztak a legtöbben, így a 2000. december 29-i képviselőtestületi ülésen erről az elnevezésről született döntés. (Néhány forrásban és térképen is megjelent Nyírpalota tér elnevezés téves, ezt a teret sosem hívták így.)

## Tömegközlekedés
A tér a városrész jelentős tömegközlekedési átszállóhelye. A város felől érkező járatokról itt szállnak át a legtöbben a Páskomliget és a Zsókavár utca felé. A kereszteződés méreteit jellemzi, hogy – bár Fő tér elnevezésű megálló minden irányból csak egy van –, tulajdonképpen irányonként két-két megálló érinti. A csarnokhoz közelebb eső megállókat Vásárcsarnoknak nevezik, az attól távolabbiakat Fő térnek. A téren áthalad a 69-es villamos, valamint a 7-es, 7E, 7G, 8E, 46-os, 96-os 108E, 130-as, 133E, 196-os, 196A, 296-os és 296A buszoknak is van megállója. Az éjszakai órákban a 973-as, 979-es, 996-os és 996A buszok érintik.

## Jelentős szobrok, épületek
- 1974. augusztus 19-én avatták fel Varga Miklós Centenáriumi (Jubileumi) emlékművét. A műalkotás a Megyék Budapestért mozgalom keretében, Borsod-Abaúj-Zemplén megye ajándékaként került Újpalotára. A szobor alatt található Újpalota alapköve.[9]

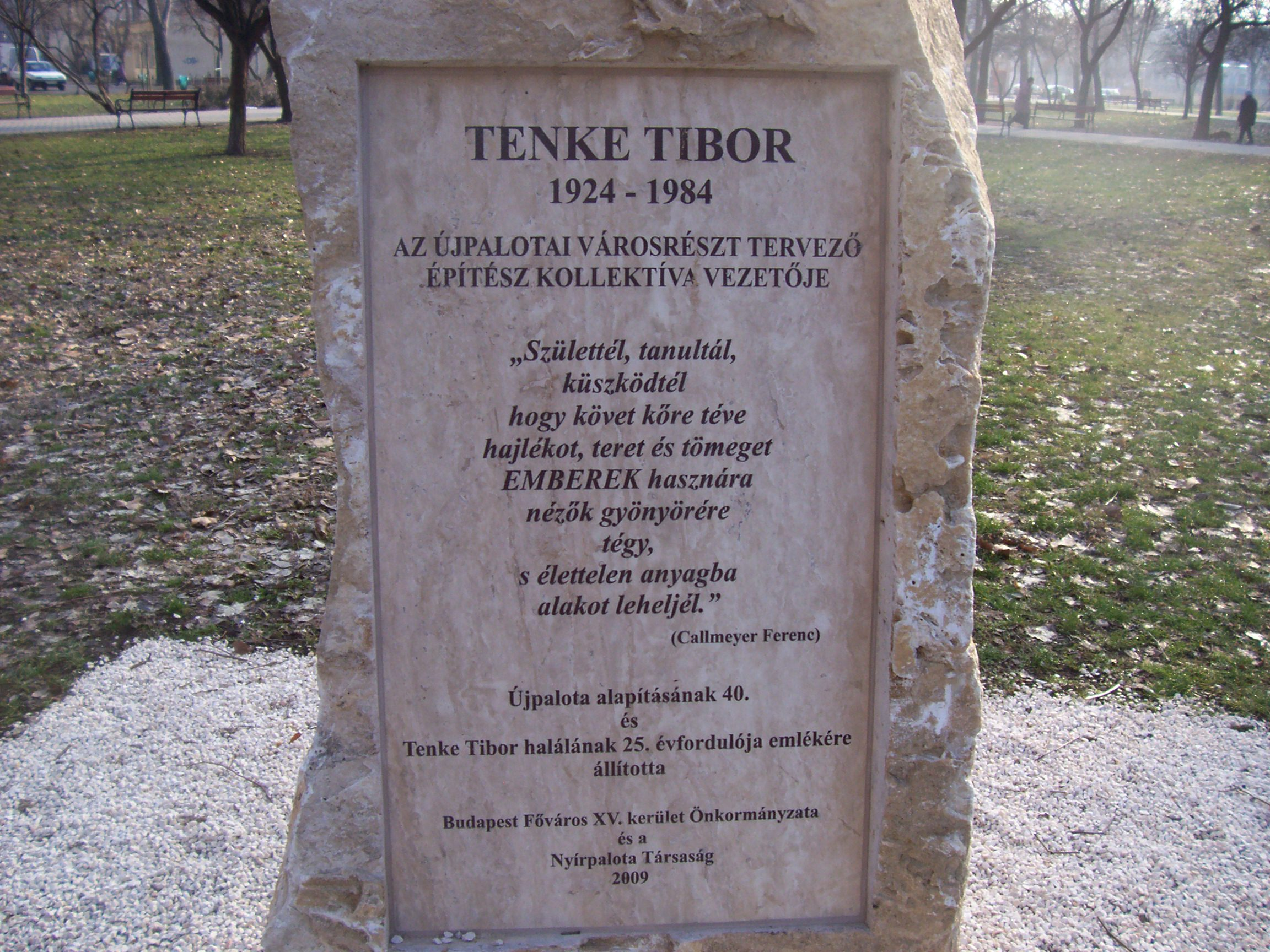
Tenke Tibor emléktáblája a téren

- 2008. június 27-én adták át[10] a Fő téri szökőkutat. A Ganz-Hydro Kft. által készített egyébként ízléses berendezés a helyi civil erők és a városvezetés nagy erőpróbája volt, ugyanis a Budapest Galéria és a helyi lakók is egy másik pályázó, Dréher János szobrászművész Csobogó alkotását szerették volna a téren látni, ám Hajdu László polgármester mindenkivel szembeszegülve végigvitte az alig támogatott szökőkút kivitelezését.[11]
- 2009. szeptember 26. óta áll a parkban a Tenke Tibor emlékkő, melynek felállítását a helyi civil szervezeteket tömörítő Nyírpalota Társaság kezdeményezte.[12]
- 2014. június 4-én avatták Dréher János Biciklista szobrát a közeli Száraznád utca 5. szám előtt, a Fő tér vonzáskörzetében.[13]

- A Fő tér legendás intézménye volt a Stop Presszó (felirata szerint: Stop Espresso). Az 1970-es évek első felében, még a telep építésének idején ideiglenes jelleggel felhúzott faépület kezdetben tisztes vendéglátóipari egység volt, ám a rendszerváltást követően lezüllött, megkeserítve a környékbeliek életét. A kocsma 2012 február 15-én zárt be, és egy év múltán elbontották.[14]

Bár a térre nincs számozva épület, megemlítendő, hogy az , a Víztoronyház (Nyírpalota út 71.), az előtte álló szivattyúház, és a Vásárcsarnok is a Fő tér utcaképéhez tartozik. Ugyan hivatalos címe szerint a Zsókavár utca 15-ben van, de a tér sarkához esik közel az Újpalotai Közösségi Ház.